# Piedicavallo
Piedicavallo (piemontiul: Pedcaval) település Olaszországban, Piemont régióban, Biella megyében. Lakosainak száma 169 fő (2023. január 1.). Piedicavallo Andorno Micca, Bioglio, Callabiana, Gaby, Rosazza, Valdilana, Valle San Nicolao, Campiglia Cervo, Pettinengo, Sagliano Micca és Tavigliano községekkel határos.

## Népesség
A település lakossága az elmúlt években az alábbi módon változott:
| Lakosok száma | 187  | 180  | 169  |
|               | 2017 | 2018 | 2023 |